# Yvette Roudy
Yvette Roudy (Pessac, 10 april 1929) is een Frans politica en feministe. 
Zij is lid van de Parti Socialiste (PS), zat tussen 1979 en 1981 in het Europees Parlement en was vervolgens gedurende 5 jaar Minister van Vrouwenrechten. Zij initieerde Internationale Vrouwendag in Frankrijk . Vervolgens werd Roudy gedeputeerde van het departement Calvados en burgemeester van Lisieux (1989-2001).
- Bibliothèque nationale de France: cb119227778 (data)
- Gemeinsame Normdatei: 131961748
- International Standard Name Identifier: 0000 0000 7829 5399
- Library of Congress Control Number: n84223977
- Nationale Bibliotheek van Israël: 987007406057805171
- Nederlandse Thesaurus van Auteursnamen: 071389563
- Système universitaire de documentation: 027111059
- Virtual International Authority File: 61551747
- WorldCat: E39PBJB4fbp6V6k6y7DyXP4KBP